# Niklas Linke
Niklas Julian Linke (* 28. Dezember 2001 in Düsseldorf) ist ein deutsch-finnischer Fußballtorwart.

## Karriere
Linke begann seine Karriere beim BV 04 Düsseldorf und wechselte 2018 weiter zum 1. FC Mönchengladbach. Zur Saison 2019/20 rückte er in dessen erste Mannschaft und stand kurze Zeit später auch mehrmals im Kader der finnischen U-19-Nationalmannschaft. Bis zum COVID-bedingten Saisonabbruch kam er zu acht Einsätzen in der Landesliga Niederrhein. Zur Saison 2020/21 schloss er sich dem fünftklassigen SC Union Nettetal an. In der ebenfalls abgebrochenen Spielzeit blieb er aber ohne Ligaeinsatz für Nettetal.
Zur Saison 2021/22 wechselte Linke erneut eine Liga höher, diesmal zum Regionalligisten VfB Homberg. In Homberg konnte er sich aber nicht gegen Philipp Gutkowski durchsetzen und kam nur einmal in der Regionalliga West zum Einsatz, aus der er mit dem Klub zu Saisonende absteigen musste. Daraufhin wechselte er im Juli 2022 zum österreichischen Zweitligisten SV Horn. Sein Debüt in der 2. Liga gab er im Mai 2023, als er am 28. Spieltag der Saison 2022/23 gegen den FC Blau-Weiß Linz in der 49. Minute für Okan Yilmaz eingewechselt wurde, nachdem Stammtormann Matteo Hotop vom Platz gestellt worden war. In der 90+4. Minute konnte Linke einen Elfer parieren und den 1:0-Sieg von Horn fixieren. Für Horn kam er zu zwei Zweitligaeinsätzen, ehe er den Klub nach nur einer Spielzeit wieder verließ.
Zur Saison 2023/24 kehrte er dann wieder nach Deutschland zurück und wechselte zur fünftklassigen Eintracht Trier. Nach 26 Oberligapartien, einem Pokalspiel und dem Aufstieg in die Regionalliga Südwest schloss er sich ein Jahr später dem Ligarivalen FSV Frankfurt an.